# Бешеная фигура
«Бе́шеная фигу́ра» — нападающая на фигуру соперника незащищённая фигура, которую нельзя взять из-за пата. Как правило, «бешеная фигура» нападает на короля, объявляя ему шах, что позволяет стороне, находящейся под угрозой проигрыша, достичь ничьей путём «вечного нападения» («вечного шаха»). Чаще всего «бешеной фигурой» является ладья.

## Пример
|   | a                                                                     | b                                                                     | c                                                                     | d                                                                     | e                                                                     | f                                                                     | g                                                                     | h                                                                     |   |
| - | --------------------------------------------------------------------- | --------------------------------------------------------------------- | --------------------------------------------------------------------- | --------------------------------------------------------------------- | --------------------------------------------------------------------- | --------------------------------------------------------------------- | --------------------------------------------------------------------- | --------------------------------------------------------------------- | - |
| 8 | g8 чёрная ладья · h8 чёрный король · f7 белый ферзь · h6 белый король | g8 чёрная ладья · h8 чёрный король · f7 белый ферзь · h6 белый король | g8 чёрная ладья · h8 чёрный король · f7 белый ферзь · h6 белый король | g8 чёрная ладья · h8 чёрный король · f7 белый ферзь · h6 белый король | g8 чёрная ладья · h8 чёрный король · f7 белый ферзь · h6 белый король | g8 чёрная ладья · h8 чёрный король · f7 белый ферзь · h6 белый король | g8 чёрная ладья · h8 чёрный король · f7 белый ферзь · h6 белый король | g8 чёрная ладья · h8 чёрный король · f7 белый ферзь · h6 белый король | 8 |
| 7 | g8 чёрная ладья · h8 чёрный король · f7 белый ферзь · h6 белый король | g8 чёрная ладья · h8 чёрный король · f7 белый ферзь · h6 белый король | g8 чёрная ладья · h8 чёрный король · f7 белый ферзь · h6 белый король | g8 чёрная ладья · h8 чёрный король · f7 белый ферзь · h6 белый король | g8 чёрная ладья · h8 чёрный король · f7 белый ферзь · h6 белый король | g8 чёрная ладья · h8 чёрный король · f7 белый ферзь · h6 белый король | g8 чёрная ладья · h8 чёрный король · f7 белый ферзь · h6 белый король | g8 чёрная ладья · h8 чёрный король · f7 белый ферзь · h6 белый король | 7 |
| 6 | g8 чёрная ладья · h8 чёрный король · f7 белый ферзь · h6 белый король | g8 чёрная ладья · h8 чёрный король · f7 белый ферзь · h6 белый король | g8 чёрная ладья · h8 чёрный король · f7 белый ферзь · h6 белый король | g8 чёрная ладья · h8 чёрный король · f7 белый ферзь · h6 белый король | g8 чёрная ладья · h8 чёрный король · f7 белый ферзь · h6 белый король | g8 чёрная ладья · h8 чёрный король · f7 белый ферзь · h6 белый король | g8 чёрная ладья · h8 чёрный король · f7 белый ферзь · h6 белый король | g8 чёрная ладья · h8 чёрный король · f7 белый ферзь · h6 белый король | 6 |
| 5 | g8 чёрная ладья · h8 чёрный король · f7 белый ферзь · h6 белый король | g8 чёрная ладья · h8 чёрный король · f7 белый ферзь · h6 белый король | g8 чёрная ладья · h8 чёрный король · f7 белый ферзь · h6 белый король | g8 чёрная ладья · h8 чёрный король · f7 белый ферзь · h6 белый король | g8 чёрная ладья · h8 чёрный король · f7 белый ферзь · h6 белый король | g8 чёрная ладья · h8 чёрный король · f7 белый ферзь · h6 белый король | g8 чёрная ладья · h8 чёрный король · f7 белый ферзь · h6 белый король | g8 чёрная ладья · h8 чёрный король · f7 белый ферзь · h6 белый король | 5 |
| 4 | g8 чёрная ладья · h8 чёрный король · f7 белый ферзь · h6 белый король | g8 чёрная ладья · h8 чёрный король · f7 белый ферзь · h6 белый король | g8 чёрная ладья · h8 чёрный король · f7 белый ферзь · h6 белый король | g8 чёрная ладья · h8 чёрный король · f7 белый ферзь · h6 белый король | g8 чёрная ладья · h8 чёрный король · f7 белый ферзь · h6 белый король | g8 чёрная ладья · h8 чёрный король · f7 белый ферзь · h6 белый король | g8 чёрная ладья · h8 чёрный король · f7 белый ферзь · h6 белый король | g8 чёрная ладья · h8 чёрный король · f7 белый ферзь · h6 белый король | 4 |
| 3 | g8 чёрная ладья · h8 чёрный король · f7 белый ферзь · h6 белый король | g8 чёрная ладья · h8 чёрный король · f7 белый ферзь · h6 белый король | g8 чёрная ладья · h8 чёрный король · f7 белый ферзь · h6 белый король | g8 чёрная ладья · h8 чёрный король · f7 белый ферзь · h6 белый король | g8 чёрная ладья · h8 чёрный король · f7 белый ферзь · h6 белый король | g8 чёрная ладья · h8 чёрный король · f7 белый ферзь · h6 белый король | g8 чёрная ладья · h8 чёрный король · f7 белый ферзь · h6 белый король | g8 чёрная ладья · h8 чёрный король · f7 белый ферзь · h6 белый король | 3 |
| 2 | g8 чёрная ладья · h8 чёрный король · f7 белый ферзь · h6 белый король | g8 чёрная ладья · h8 чёрный король · f7 белый ферзь · h6 белый король | g8 чёрная ладья · h8 чёрный король · f7 белый ферзь · h6 белый король | g8 чёрная ладья · h8 чёрный король · f7 белый ферзь · h6 белый король | g8 чёрная ладья · h8 чёрный король · f7 белый ферзь · h6 белый король | g8 чёрная ладья · h8 чёрный король · f7 белый ферзь · h6 белый король | g8 чёрная ладья · h8 чёрный король · f7 белый ферзь · h6 белый король | g8 чёрная ладья · h8 чёрный король · f7 белый ферзь · h6 белый король | 2 |
| 1 | g8 чёрная ладья · h8 чёрный король · f7 белый ферзь · h6 белый король | g8 чёрная ладья · h8 чёрный король · f7 белый ферзь · h6 белый король | g8 чёрная ладья · h8 чёрный король · f7 белый ферзь · h6 белый король | g8 чёрная ладья · h8 чёрный король · f7 белый ферзь · h6 белый король | g8 чёрная ладья · h8 чёрный король · f7 белый ферзь · h6 белый король | g8 чёрная ладья · h8 чёрный король · f7 белый ферзь · h6 белый король | g8 чёрная ладья · h8 чёрный король · f7 белый ферзь · h6 белый король | g8 чёрная ладья · h8 чёрный король · f7 белый ферзь · h6 белый король | 1 |
|   | a                                                                     | b                                                                     | c                                                                     | d                                                                     | e                                                                     | f                                                                     | g                                                                     | h                                                                     |   |

В эндшпиле ферзь против ладьи в преобладающем большинстве случаев побеждает сильнейшая сторона. Однако данная позиция является редким исключением. Чёрный король оттеснён в угол и практически находится в патовом положении, но пату мешает «лишняя» ладья, от которой чёрные и пытаются избавиться путём шахов неприятельскому королю.
1. … Лg6+ 2. Ф:g6 Пат. Или
2. Kph5 Лg5+ 3. Kph4 Лg4+ и т. д. Как только белые возьмут ладью, наступит пат. Иначе белый король будет ходить по линии h6-h1, а чёрная ладья давать ему «вечный шах», что также приведёт к ничьей.